# Angaité
L’angaité est une langue lengua-mascoy parlée dans les départements de Boquerón, de Presidente Hayes et de Concepción au Paraguay, par 971 Angaités (es). 